# Parfüm

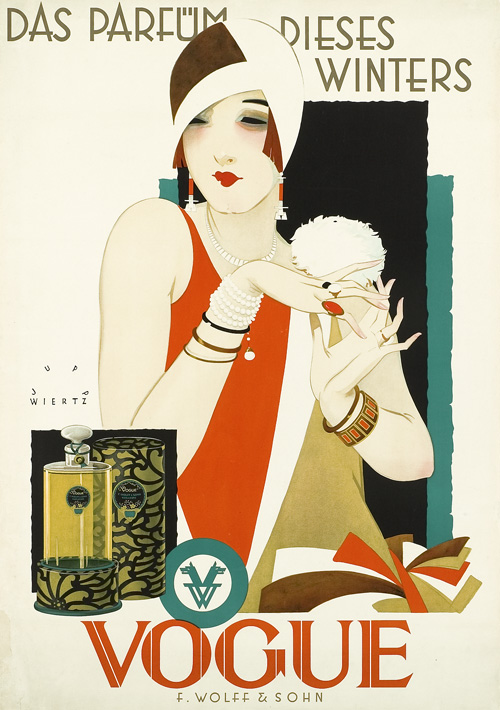
„Das Parfüm dieses Winters – Vogue“; Plakatkunst von Jupp Wiertz für den Kosmetikhersteller F. Wolff & Sohn, 1926/27

Ein Parfüm [paɐˈfyːm] (bundesdeutsches Hochdeutsch) bzw. Parfum [paʁˈfœ̃ː] (österreichisches und auch bundesdeutsches Hochdeutsch) ist ein meist flüssiges Gemisch aus Alkohol und Riechstoffen, das der Erzeugung angenehmer Gerüche dienen soll. Das Wort ist entlehnt aus französisch parfum, abgeleitet von französisch parfumer ‚mit Duft erfüllen‘, dieses aus italienisch perfumare, von spätlateinisch perfumare ‚stark duften‘ zu lateinisch fumare ‚rauchen, dampfen, qualmen‘; es geht somit auf die frühe Anwendung von Räucherstoffen zurück. Heutige Parfüms werden für unterschiedliche Zwecke eingesetzt. Eine Person, die Parfüms kreiert, nennt man Parfümeur (fem.: Parfümeurin).
- Parfüms im engeren Sinn sind Riechstoffe und deren Mischungen (Duftkompositionen mit bestimmtem Odeur), die den Körpergeruch verändern oder einen Odor überdecken. Sie dienen dem persönlichen Wohlbefinden eines Menschen und seiner Selbstdarstellung gegenüber anderen.
- Raumdüfte versehen Innenräume mit besonderen Gerüchen und können direkt durch Sprays oder mittelbar über aufgestellte Träger in den Luftraum eingebracht werden.
- Geruchsstoffe, die in Parfüms zur Anwendung kommen, werden auch dazu verwendet, Konsumenten eine Vielzahl von Produkten attraktiv zu machen. Parfümiert sind viele Produkte in Bad, Küche, Haus und Garten. Produkte mit einem unangenehm starken Eigengeruch – wie Reinigungsmittel oder Haarfärbemittel – werden mit Riechstoffen dem Käufer angenehm gemacht, man spricht in diesem Zusammenhang von der funktionalen Parfümerie. In der Lebensmittelindustrie gelten Aromastoffe ebenfalls als unverzichtbar – z. B. Vanille, die gleichermaßen in Süßspeisen und Parfüms verwendet wird.

## Geschichte des Parfüms

Habit de Parfumeur

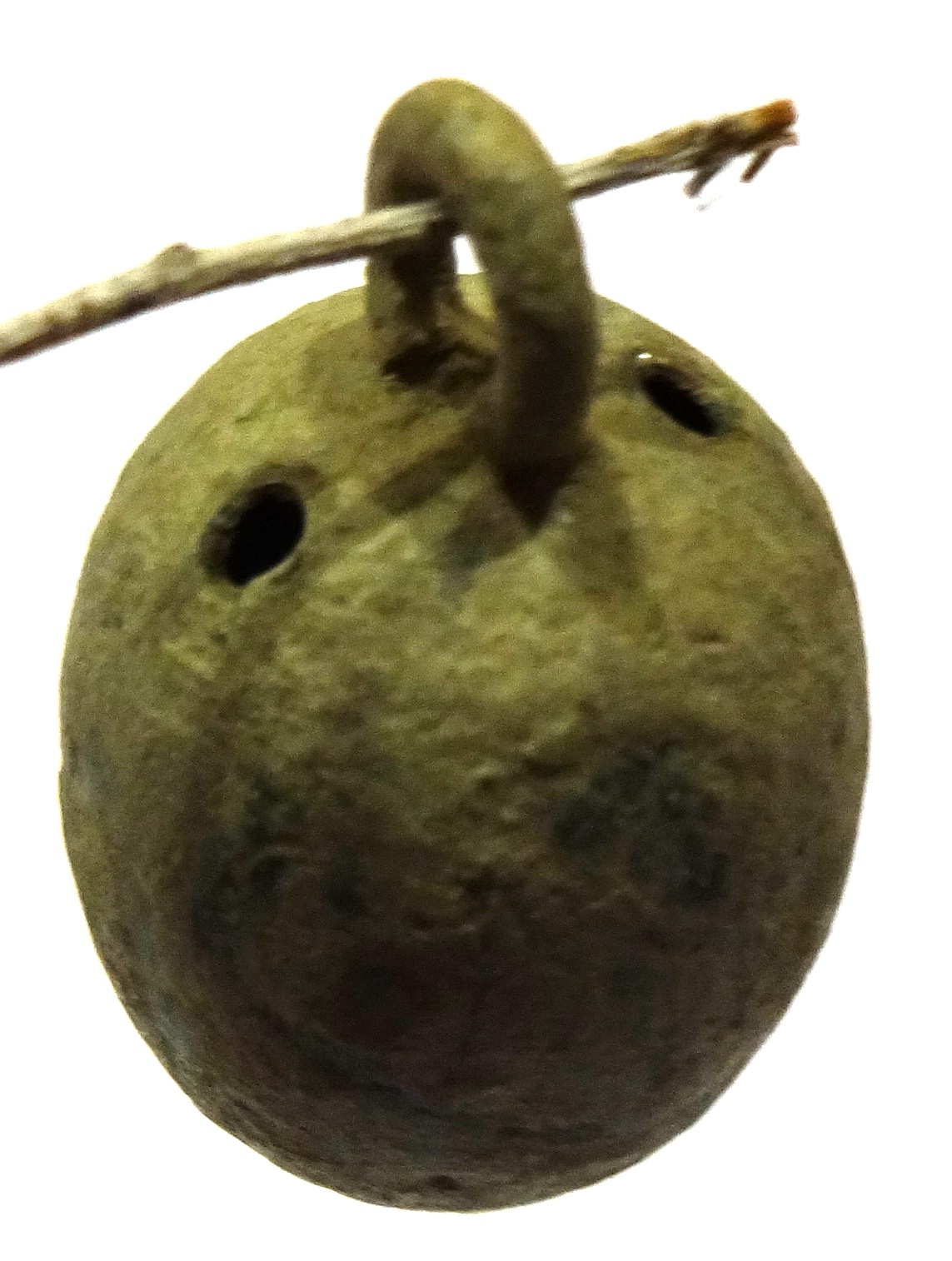
Römischer Parfümanhänger aus Bronze, ca. 2,8 cm hoch

Die Geschichte des Parfüms beginnt in den alten Hochkulturen Ägypten und Indien, deren Handwerkstradition, Spiritualität und Medizin die Verarbeitung der kostbaren Duftstoffe ermöglichten. Die Einsatzmöglichkeiten von aromatischen Substanzen galten als Quelle der Inspiration – inspirieren heißt einhauchen oder einatmen. In Ägypten brachte das Goldene Zeitalter der Pharaonin Hatschepsut eine Hinwendung zum lebendigen Körper. Was zuvor nur den Göttern geopfert und den Toten auf ihre Reise mitgegeben wurde, wurde zur Parfümierung des lebendigen Körpers genutzt.

„Himmel und Erde sollen überfließen von Weihrauch und der Duft soll im Fürstenhaus sein. Rein und makellos sollst du sie mir darbringen, damit Salbe für die göttlichen Glieder daraus ausgepresst wird.“

Hergestellt wurden die Duftmischungen von den Priestern, die auf den Umgang mit Harzen, Balsamen und Salben spezialisiert waren. Die Hinwendung zum lebenden Körper, der als Ausdruck bildästhetischer Schönheitsideale seiner Zeit angesehen wurde, stellt einen weiteren Schritt bei der Entwicklung von Kosmetik und Parfüm dar. Dieser Ausdruck von angestrebter innerer und äußerer Harmonie, der sich in der Bildnisbüste der Nofretete (ägyptisch nafteta „die Schöne“) spiegelt, hat sich dabei bewahrt, und die Bedeutung des Wohlgeruchs – Mittel und Medium der Transzendenz, nach Ansicht der Ägypter Ausdruck des Lebens – wurde zum festen Bestandteil reinigender Rituale des Kulturbildes.
Das berühmte Kyphi, eine Mischung aus Weihrauch, Styrax amber, Zimtrinde, Opoponax, Myrrhe, Kalmus, Galgant, Benzoeharz, Oud, Sandelholz und Rosenblättern, gemischt mit Ölen, Wein und Rosinen, zeigt, welcher Aufwand beim Handel mit den Rohstoffen nötig war, die zum Teil über weite Strecken transportiert werden mussten. Die duftende Kosmetik, als Kyphi bereits vor fünftausend Jahren in Luxor bei den Ägyptern bekannt, wurde später auch von Arabern übernommen und von den Römern genutzt. In Indien, dem Land der Rohstoffquellen für Duftstoffe, in dem vom Himalaya im Norden bis zum Indischen Ozean im Süden vieles wächst, was für Räucherrituale und parfümierte Salben und Öle genutzt wird, wurden die duftenden Pflanzenbestandteile besonders für medizinische Zwecke und zur Reinigung des Körpers verwendet. Mit dem Kamasutra ist sowohl die Kunst eines erfüllten Liebeslebens überliefert, als auch der Umgang mit aromatischen Substanzen, deren Verwendung sich jeder gebildete Mensch zu eigen machen sollte. Duftende Cremes für den Körper, parfümiertes Wachs auf die Lippen und gründlich geputzte Zähne, blumengeschmückte Kleider und Haare. Voraussetzung hierfür war die Entwicklung von handwerklichen Techniken, mit denen erste Formen von parfümierten Salben durch Einlegen von Blumen und Blüten in Öle und feste Fette hergestellt wurden.
Die abendländische Kultur wurde durch die Kreuzzüge mit den duftenden Rohstoffen und Mixturen des Orients vertraut. Bis dahin war Lavendelwasser bekannt, und bei Karl dem Großen (Ende 8. Jahrhundert) findet sich eine Anordnung, die den Anbau aromatischer Pflanzen zur Verwendung in Medizin und Küche regelt. Wohlgeruch wurde zugleich als Ausdruck von Gesundheit verstanden. Nachdem Venedig zum wichtigen Handelsplatz aufgestiegen war, gelangten größere Mengen neuer Kräuter, Gewürze und andere Waren nach Europa. Nachdem die handwerklichen Kenntnisse und die technischen Voraussetzungen so weit entwickelt waren, dass Destillate von hoher Konzentration hergestellt werden konnten, kamen im 15. Jahrhundert die ersten ätherischen Öle in den Handel. „Das Destillieren ist nichts anderes, als das Subtile vom Groben und das Grobe vom Subtilen zu scheiden, das Gebrechliche oder Zerstörbare unzerstörbar, das Materielle immateriell, das Leibliche geistig und das Unschöne schöner zu machen“, schrieb der Arzt und Alchimist Hieronymus Brunschwig um 1507.
Ein Impuls zur Entwicklung der Parfümerie in Europa wird in dem Eintreffen der Katharina von Medici (1519–1589) am Hofe von Heinrich II. gesehen. Der italienische Alchimist und Apotheker Francesco Tombarelli kommt 1580 nach Grasse in Frankreich und eröffnet dort ein Laboratorium zur Herstellung von Düften, womit der Ort zum Gründerzentrum der europäischen Parfümindustrie wurde. Die Essenzen waren jedoch anfangs nur der Oberschicht zugedacht („Gute Myrrhe in den Mund zu nehmen, geziehmt sich für den einfachen Mann nicht“). 1709 nimmt Lemery eine Einteilung vor, in der er zwischen dem königlichen Parfüm und einem Parfüm für den Bourgeois unterscheidet. Letzteres soll keinerlei ästhetische Wirkung erzielen, sondern lediglich die Luft desinfizieren. Parfüm hatte in der Auffassung dieser Zeit außer dem Duft auch eine therapeutische Wirkung, denn es belebe den Geist, stärke den Körper und galt zudem als Mittel im Kampf gegen die Pest. Parfüm entzücke die Sinne, reinige die Haut, schütze den Körper und war zugleich Symbol für materiellen Wohlstand. Die Vermutung, beim Baden könnten schadhafte Keime den Körper befallen, beförderte wasserarme Reinigungsrituale und förderte den Einsatz der Duftwässer. Sie wurden bald zum unverzichtbaren Hilfsmittel bei der täglichen Toilette und es entstanden als alkoholreiche Reinigungsmittel die Eaux de Toilette.

## Bestandteile und Herstellung
Grundbestandteile eines Parfüms sind hauptsächlich Ethanol als Alkohol (meist über 80 %), destilliertes Wasser und darin gelöste natürliche Essenzen (ätherische Öle pflanzlicher oder tierischer Herkunft) sowie immer mehr synthetisch hergestellte Duftstoffe. Die Fachbezeichnung für natürliche Öle und synthetische Duftstoffe (chemicals) lautet „Riechstoffe“. Die meisten einheitlichen Riechstoffe werden in größeren Mengen synthetisiert. Bei der Suche nach neuen Duftstoffen hängt der Fortschritt – nach Einschätzung von Ernest Beaux, Kompositeur des bekannten Parfüms Chanel No. 5 – zuerst von den Forschungsarbeiten der Chemiker ab. Natürliche Riechstoffe werden, je nach ihrer Thermostabilität und störenden Begleitsubstanzen, aus dem zerkleinerten Rohmaterial durch Destillation, Mazeration, Enfleurage, Extraktion oder durch Auspressen (Expression) gewonnen.
Die Deklaration erfolgt seit 2005 EU-weit nach dem INCI-System. Zusätzlich gilt die EU-Richtlinie 2004/93/EC mit der Deklarationspflicht für 26 Allergene.

## Verdünnungsklassen
Es werden, abhängig von der Konzentration an Duftstoffen innerhalb einer Mischung, folgende Verdünnungen unterschieden:
- Eau de Solide (EdS), Splash Cologne, Edition S, Splash Perfumes (1–3 %). „EdS“ ist ein eingetragenes Warenzeichen.
- Eau de Cologne (EdC), Kölnisch Wasser (3–5 %). „Echt Kölnisch Wasser“ und „Original Eau de Cologne“ sind eingetragene Warenzeichen.
- Eau de Toilette (EdT; 6–9 %) – bei sogenannten Extrême-/Extreme- oder Intense-Varianten auch mehr
- Eau de Parfum (EdP; 10–14 %) – Intense-Varianten: bis 20 %
- Extrait Parfum oder Extrait de Parfum (Parfum/Parfüm; 15–30 %) – Intense-Varianten: bis 40 %

Der Riechstoffanteil hat sich seit dem 17. Jahrhundert vom EdC über EdT zum EdP stetig erhöht. Extrême- oder Intense-Varianten enthalten noch mehr ätherische Öle. Bei den Auflistungen zur Konzentration sollte aber immer berücksichtigt werden, dass es eine Vielzahl von unterschiedlichen Auffassungen und Beschreibungen gibt, die zum Teil deutlich voneinander abweichen. Die oben genannten veröffentlichten Angaben decken sich mit denen des H&R-Buches Parfum (siehe Abschnitt Literatur). Martinetz/Hartwig beispielsweise schreiben: Eau de Toilette von 5 bis 8 %, beim Eau de Parfum von 8 bis 10 % und beim (Extrait) Parfum von 10 bis 25 %.

## Duftintensität und Duftwirkung
Je nach Zusammensetzung des Duftes haben Parfüms unterschiedliche Duftintensitäten und Duftwirkungen. Riechstoffauswahl und Riechstoffkonzentration beeinflussen sowohl die Duftintensität als auch die Duftwirkung.
Dabei werden folgende Schwellenwerte beobachtet:
- Duftwirkungs-Schwelle: ab dieser noch nicht wahrnehmbaren Intensität reagiert der Körper auf den Duft.
- Wahrnehmungs-Schwelle: Aura, man riecht etwas, kann es jedoch noch nicht zuordnen.
- Erkennbarkeits-Schwelle: Duft ist erkennbar und benennbar; mit steigender Duft-Intensität wandelt sich der Duft von
  - ‚angenehmer Duft‘ über
  - ‚aufdringlicher Duft‘ bis hin zur
- Flucht-Schwelle, die unbewusst eine Fluchtreaktion auslöst.

## Duftnoten
Ein Parfüm kann durch unterschiedliche Anteile der Grundbestandteile sehr viele verschiedene Duftnoten annehmen. Es kann beispielsweise blumige, moschusähnliche, orientalische, fruchtige, frische oder klassisch-elegante Duftnuancen aufweisen.
Die meisten Parfüms setzen sich aus Kopf-, Herz- und Basisnote zusammen.
- Die Kopfnote ist unmittelbar in den ersten Minuten nach dem Auftragen des Parfüms auf der Haut wahrnehmbar. Da sie für den ersten Eindruck und die Kaufentscheidung wichtig ist, ist die Kopfnote meist intensiver als die anderen und wird von leichtflüchtigen Duftstoffen geprägt. Für gewöhnlich setzt sie sich aus leichten Duftnoten zusammen, aber es können schon Teile von Herz- und Basisnote anklingen.
- Die Herznote ist in den Stunden, nachdem sich die Kopfnote verflüchtigt hat, zu riechen und bildet den eigentlichen Duftcharakter (das Herzstück). In der Herznote finden sich meistens Blütennuancen, die mit anderen Aromen kombiniert werden. Sie wird häufig auch als Mittelnote bezeichnet.
- Die Basisnote ist der letzte Teil des Duftablaufes und enthält langhaftende und schwere Bestandteile.

## Die wichtigsten Duftbausteine
Die wichtigsten Duftbausteine sind synthetisierte Riechstoffe und natürliche Riechstoffe, die an Blüten, Früchte, Gewürze, Rinde und Harz, Blätter, Gräser, Moose, Beeren, Wurzeln, tierische Sekrete und Gourmand-Noten erinnern.
- Zu den wichtigsten Blüten gehören Pelargonien, auch afrikanische Geranium (Storchschnäbel) genannt, Hyazinthe, Jasmin (nur in höchst aufwendigem, mehrstufigem Verfahren zu gewinnen, eine Tonne Blüten ergibt ein Kilogramm Absolue), Lavendel (das in der Parfümerie wohl am meisten verwendete ätherische Öl), Maiglöckchen, Mimose, Neroli (wird aus den Blüten des Bitterorangenbaums gewonnen), Osmanthus (in modernen Fantasienoten), Rose (die Blütenblätter werden einzeln gezupft; einer der am häufigsten verwendeten Blütenduftbausteine), Tuberose (Nachthyazinthe) (einer der teuersten Duftstoffe, wird durch Enfleurage gewonnen), Veilchen, Ylang-Ylang
- Zu den wichtigsten Früchten gehören Bergamotte, Grapefruit, Limette, Orange (wird aus den Fruchtschalen des Orangenbaums gewonnen), Orange bitter (wird aus den Fruchtschalen des Bitterorangenbaums gewonnen), Zitrone, Pfirsich, Grüner Apfel, Erdbeeren, Brombeere, Himbeere, Pflaume, Kokos, Cassis (schwarze Johannisbeere)
- Gewürze sind vor allem Anis, Ingwer, Kardamom, Koriander, Muskatnuss, Nelken (verwendet werden Blüten und Blätter), Piment (Nelkenpfeffer), Rosmarin (häufig verwendet), Vanille, Zimtrindenöl
- Auch Rinden und Harze kommen zum Einsatz: Benzoe Siam, Elemi (häufig in Fougère-Kompositionen), Myrrhe, Mastix, Guajak, Copaiba, Olibanum (Weihrauch), Opopanax, Perubalsamöl, Rosenholz, Sandelholz, Styrax, Tolubalsam, Zedernholz, Wacholder
- Blätter, Gräser, Moose, Beeren, Wurzeln: Malabar- oder Citronella, Baum- und Eichenmoos (gibt einer Duftkreation Wärme und Haftfestigkeit), Galbanum, Iriswurzel (sehr wertvoll und von hoher Originalität), Lorbeer, Muskatellersalbei, Patschuli (ein wichtiger Dufteckpfeiler), Petitgrain (wird aus den grünen Teilen des Bitterorangenbaums gewonnen, Blätter, Zweige, unreife Früchte), Tabakblätter (für echte Tabaknoten unerlässlich), Tonkabohne Tonkabohnen-Resinoid/Coumarin, Veilchenblätter, Vetiver aus der Wurzel gewonnen, Wacholderbeeren, Zypresse
- Tierische Sekrete wie Amber, Castoreum und Moschus (einer der ältesten und sagenumwobensten Duftbausteine) werden fast nur noch in synthetischer Form eingesetzt; Zibet
- Neben ätherischen Ölen gibt es natürliche Rohstoffe in den Qualitäten Concretes, Resinoide und Absolues.
- Gourmand-Noten: Schokolade, Karamell, Zucker, Zuckerwatte, Honig, Süße Milch, Mandel sind im 21. Jahrhundert vermehrt gefragt.
- Synthetische Duftstoffe: Hier können nur einige Beispiele genannt werden. Auf die Aufzählung chemischer Formeln wird verzichtet: Aldehyde (für die Parfümerie von überragender Bedeutung), Cumarin, Vanillin, Maltol (intensiv süß, warm, fruchtig, karamellartig). Moschus-Keton und Moschus-Xylol ersetzten und Phenole verfälschten das tierische Moschus, polycyclische Moschusverbindungen sind seit 2005 endgültig verboten. Zwei bekannte und sehr gebräuchliche synthetische Moschuskörper der modernen Parfümerie sind das Galaxolid und das Ethylenbrassylat. Weitere Riechstoffe von großer Bedeutung sind Linalool, Linalylacetat, Citral, Citronellol, Damascon, Himbeerketon, Farnesol, Hexylacetat, Alpha-Jonon, Beta-Jonon, Calone. Zum Teil sind es Stoffe, die auch in (natürlichen) ätherischen Ölen enthalten sind und die zugleich als Allergene deklariert werden müssen.

## Duftfamilien
Die Parfümerie war stets um Klassifizierungen bemüht, wobei nicht unbedingt jede Note zweifelsfrei bestimmt werden kann und muss. Wenn die verschiedenen Düfte neun unterschiedlichen Duftfamilien zugeordnet werden, wird eine zumindest brauchbare Systematik geschaffen. Es kann im Einzelnen darüber gestritten werden, ob einige der genannten Kategorien überflüssig sind oder sich sinnvoll ergänzen. Gerade Gourmand-Aromen und tropische Düfte sind in eine klassische Unterteilung nur schwer zu integrieren.
- Zitrusnoten (Agrumen/Hesperiden)
- Blumige Noten
- Fougère-Noten (französisch Farn)
- Chypre-Noten (französisch Zypern – Diese Duftfamilie wurde 1917 durch den berühmten Parfumeur François Coty eingeführt.)
- Holzige Noten
- Orientalische Noten
- Ledernoten (Juchten und Tabac)
- Gourmand-Noten
- Tropische Noten

Darüber hinaus sind Unterteilungen zu finden, die Gewürze und Kräuter einzeln aufführen, die aldehydische Parfüms extra benennen und sogar farbliche Zuordnungen sind möglich; so werden besonders Grüne Noten häufig als eigene Gruppe genannt. Eine wichtige und seriöse Quelle ist die 1990 von Jean Kerléo gegründete Sociéte francaise des parfumeurs, wo auch Informationen zu den Duftfamilien erhältlich sind.

## Verwendung und Verträglichkeit
Das Parfüm als Wohlgeruch wird sowohl von Frauen als auch von Männern hauptsächlich dazu verwendet, den körpereigenen Geruch zu verändern, um damit die eigene Person zu betonen und den persönlichen Geschmack oder Stil zu unterstreichen. Dabei kann sich eine Duftnote auf der Haut verschiedener Menschen unterschiedlich entwickeln. Es ist daher wenig sinnvoll, Düfte allein nach dem Eindruck auf einem Teststreifen oder auf der eigenen Haut zu beurteilen, wenn ein Parfum an andere Personen verschenkt werden soll. Zur besseren Entfaltung werden Duftstoffe auf gut durchblutete Hautareale aufgetragen, etwa über den Handpulsen, am Hals oder hinter den Ohrläppchen.
Allergiker und Kinder können auf verschiedene Parfüms unterschiedlich reagieren und sollten an einer kleinen unauffälligen Stelle die Verträglichkeit testen. Ein zweiter Test sollte im Abstand von rund zehn Tagen stattfinden. Erst wenn nach dem zweiten Test keine Hautreizungen auftreten, sind Irritationen oder Allergien kaum zu befürchten.
Bei einer Allergie hilft nur das Meiden der Allergene oder eine Hyposensibilisierung durch einen erfahrenen Arzt. Bei der häufiger auftretenden Irritation genügt es oft, die Konzentration oder die Anwendungshäufigkeit herabzusetzen.
In der Europäischen Union werden seit 1997 derzeit 26 Duftstoffe als potentiell allergieauslösend eingestuft. Diese „allergenen Duftstoffe“ dürfen in kosmetischen Produkten enthalten sein, müssen jedoch ab einer bestimmten Menge im Rahmen der Liste der Bestandteile mit ihrer jeweiligen Bezeichnung der Internationalen Nomenklatur für kosmetische Inhaltsstoffe (INCI = International Nomenclature of Cosmetic Ingredients) einzeln aufgeführt werden.
Parfüms können relativ lange gelagert werden, wenn sie gut verschlossen in einem geeigneten Behältnis an einem dunklen und kühlen Ort aufbewahrt werden. Denn durch Hitze, Licht, Feuchtigkeit und Kontakt mit Luft oder reaktiven Oberflächen wird ein Parfüm beeinträchtigt. Bei schlechter oder überlanger Lagerung kann der Duft verfliegen oder seine Duftnoten so verändern, dass auch von „umgekippten“ Düften gesprochen wird.

## Wirtschaft

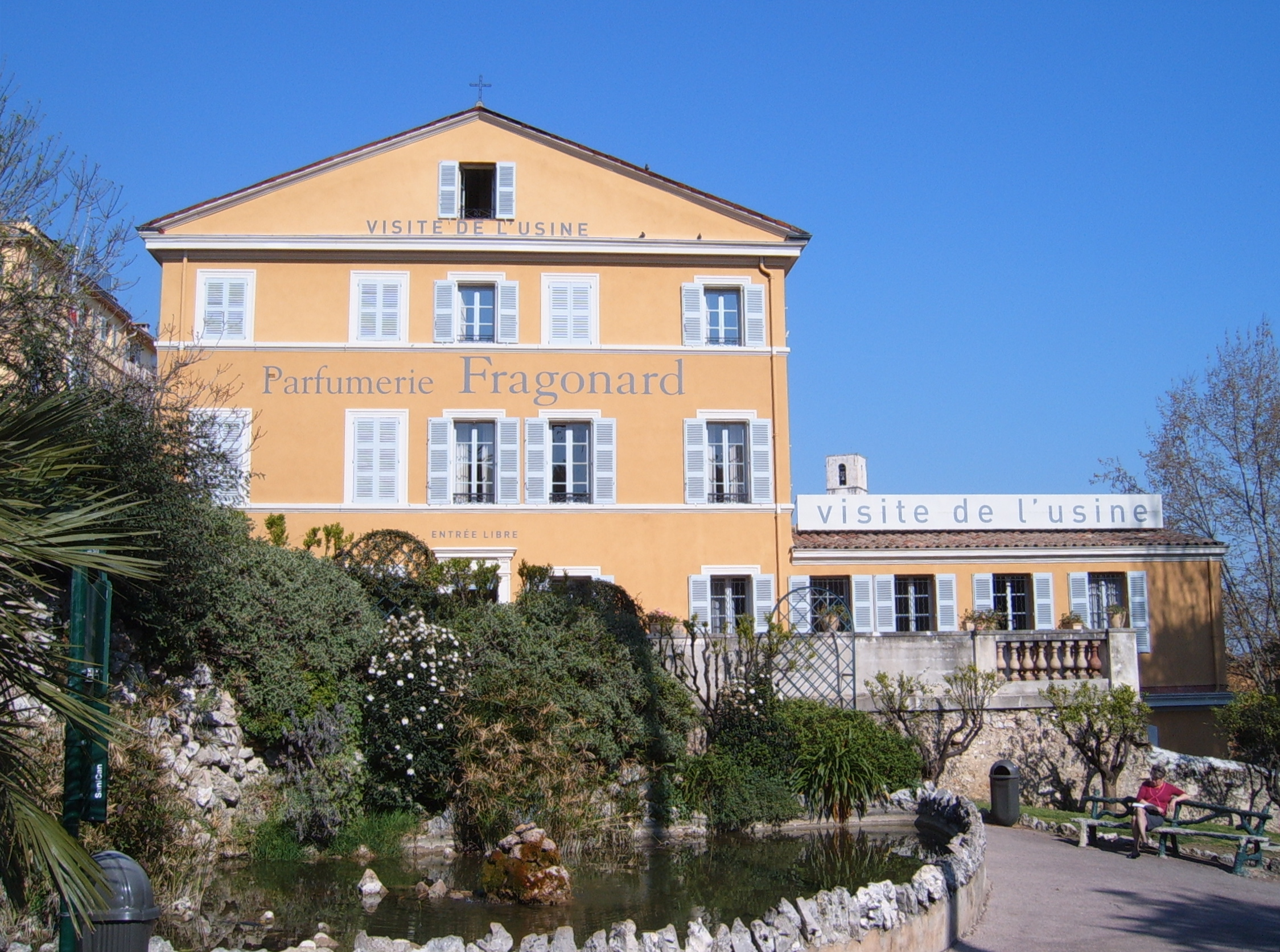
Die Parfumerie Fragonard in Grasse, der Hauptstadt des Parfüms

Für viele bekannte Modehersteller sind die Lizenzen für Düfte und Kosmetika eine sehr wichtige Einnahmequelle.
Daneben finden Parfüms in vielen Produkten Verwendung. Hauptbereich sind Produkte für die Körperpflege, aber auch Lebens- und Genussmittel (zum Beispiel Süßigkeiten, Zigaretten, Tees) können parfümiert oder aromatisiert sein, um ein bestimmtes Geruchs- oder Geschmackserlebnis zu erzeugen. Zum industriellen Duftmarketing gehört auch die Raumbeduftung, also das optimierte Parfümieren von Geschäfts- und Verkaufsräumen.
Als Hauptstadt des Parfüms gilt seit dem 19. Jahrhundert die französische Stadt Grasse im Département Alpes-Maritimes. In Deutschland sind seit 1945 neben Leipzig vor allem Holzminden und die Region Ostwürttemberg Duftzentren.

### Bedeutende Duftstoffproduzenten
- Givaudan mit Quest International
- International Flavors & Fragrances (IFF)
- Symrise
- Firmenich
- Takasago Kōryō Kōgyō

### Bedeutende Parfümeure
Weltweit gibt es etwa 2000 Personen, die den Beruf des Parfümeurs ausüben.

### Ausbildung und Organisationen
International bekannte Ausbildungsstätte für Parfümeure ist die ISIPCA (Institut supérieur international du parfum, de la cosmétique et de l’aromatique alimentaire) in Versailles.
Der bekannteste Branchenverband ist die US-orientierte Fragrance Association, die auch alljährlich den „Parfüm-Oscar“ FiFi-Award in mehreren Kategorien vergibt. Seit 2006 wird dieser Preis umbenannt als „Deutscher Parfümpreis“ von der Fragrance Foundation Deutschland vergeben.

## Buch/Film
Im 1985 erschienenen Roman Das Parfum von Patrick Süskind wird die Welt der Düfte eindrucksvoll geschildert. 21 Jahre später wurde der Roman vom deutschen Regisseur Tom Tykwer unter dem Titel Das Parfum – Die Geschichte eines Mörders verfilmt.

## Museen
Bekannte Museen zum Thema Parfüm sind
- Internationales Museum der Parfümerie (französisch Musée internationale de la Parfumerie) in Grasse
- Duftmuseum in Köln (Entstehungsort des Eau de Colognes)
- Europäisches Flakonglasmuseum am Rennsteig in Kleintettau